# Готель де Парі (Монте-Карло)
43°44′21″ пн. ш. 7°25′39″ сх. д. / 43.73911° пн. ш. 7.42739° сх. д.
Hotel de Paris — це палац у стилі Прекрасної епохи в районі Монте-Карло в Монако, на Французькій Рив'єрі. Він був заснований та урочисто відкритий у 1864 році Товариством морських купалень Монако князя Монако Карла III.

## Історія
Цей престижний палац був заснований на площі Казино в Монте-Карло князем Монако Карлом III і Франсуа Бланом за проєктом французького архітектора Годіно де ла Бретоннері. Він був урочисто відкритий у 1864 році поруч із майбутніми Кафе де Парі (1868), Казино Монте-Карло та Opéra de Monte-Carlo (1879) і готелем Ермітаж Монте-Карло (1896).
Фасади за проєктом архітектора Едуарда-Жана Нірмана датуються 1909—1910 роками їх прикрашають фрески художника Поля Жерве. Надбудови до будівлі були завершені у 1920 році фірмою Еміля Моліньє, Шарля Нікода та Альберта Путьє, а потім у 1959—1960 роках під егідою Андре Брюйєра.
Після аукціону старих меблів у 2015 році, готель перебуває на реконструкції до вересня 2018 року.

## Особливості
- Величезний вестибюль із кінною статуєю короля Людовика XIV, чиє глянцеве праве коліно коня, як відомо, приносить удачу в азартних іграх тим, хто його потирає.
- Три ресторани: «Людовик XV», 3 зірки в путівнику Michelin від шеф-кухаря Алена Дюкасса, «Le Grill» і «Le Côté Jardin», а також один з найбільших приватних винних погребів у світі, що налічує майже 550 000 пляшок на 200 000 м².[7]
- Престижні салони «Карл III», «Дебюссі» та «Берліоз».
- 113 номерів, включаючи 96 люксів[8], включаючи люкс «Реньє III» на даху.[9] Останній, як і «Люкс принцеси Грейс», був створений під час останньої реконструкції готелю. Прикрашені меблями з княжого палацу, вони становлять 25 % обороту 2020 року (ніч коштує від 30 000 до 45 000 євро).[10]
- Кілька лаунжів, барів і піано-бар.
- Салон краси, перукарня, таласотерапія, елітні бутіки.
- Тренажерний зал, відкритий і критий басейни, джакузі, хамам, сауна, солярій.

## 3-зірковий ресторан Ален Дюкасс

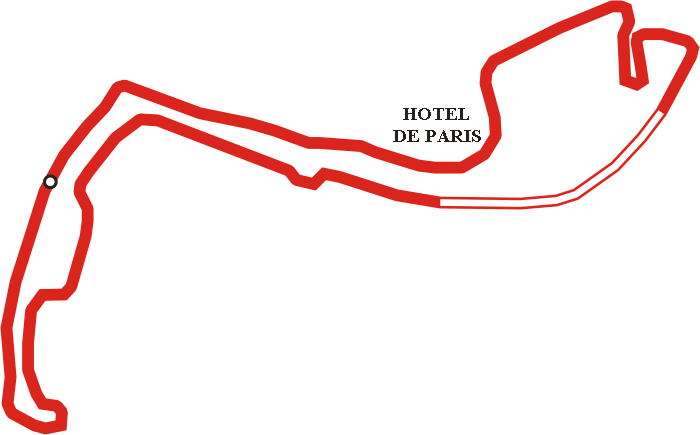
Траса автогонки Гран-прі Монако.

Князь Реньє III запропонував зірковому шеф-кухарю Алену Дюкассу створити гастрономічний ресторан у 1987 році (три зірки в путівнику Мішлена з 1990 року).

## Гран-прі Монако
Готель де Парі розташований на пагорбі казино Авеню де Монте-Карло, на місці проведення Гран-прі Монако з автоперегонів.

## Телебачення і кіно
- 1952 рік : Je l'ai été trois fois
- 1971 рік: Лорд Бретт Сінклер (Роджер Мур) і Денні Вайлд (Тоні Кертіс) вперше зустрічаються в барі цього готелю, у першому епізоді телесеріалу Friendly Yours, після погоні з Ніцци[13],[14].
- 1995 рік : GoldenEye, художник Мартін Кемпбелл, з Пірсом Броснаном (007 проходить попереду зі своїм Aston Martin DB5, щоб йти до казино Монте-Карло).
- 2006 рік : Hors de prix, П'єр Сальвадорі, з Гадом Ельмалехом і Одрі Тоту.
- 2008 рік : La Fille de Monaco, Анна Фонтен з Фабрісом Лукіні та Луїзою Бургуен.
- 2010 рік : L'Arnacœur, Паскаль Шомей з Роменом Дюрі та Ванессою Параді.
- 2010 рік : «Залізна людина 2» Джона Фавро з Робертом Дауні-молодшим і Скарлетт Йоханссон.
- 2011 рік : «Bienvenue à Monte-Carlo» Томаса Безуча з Селеною Гомес.
- 2012 рік : Мадагаскар 3 : Поцілунки з Європи, від DreamWorks Animation.

## Романи
- 2011 рік : The Lord of the Swallows, шпигунський роман SAS Жерара де Вільє

## Галерея

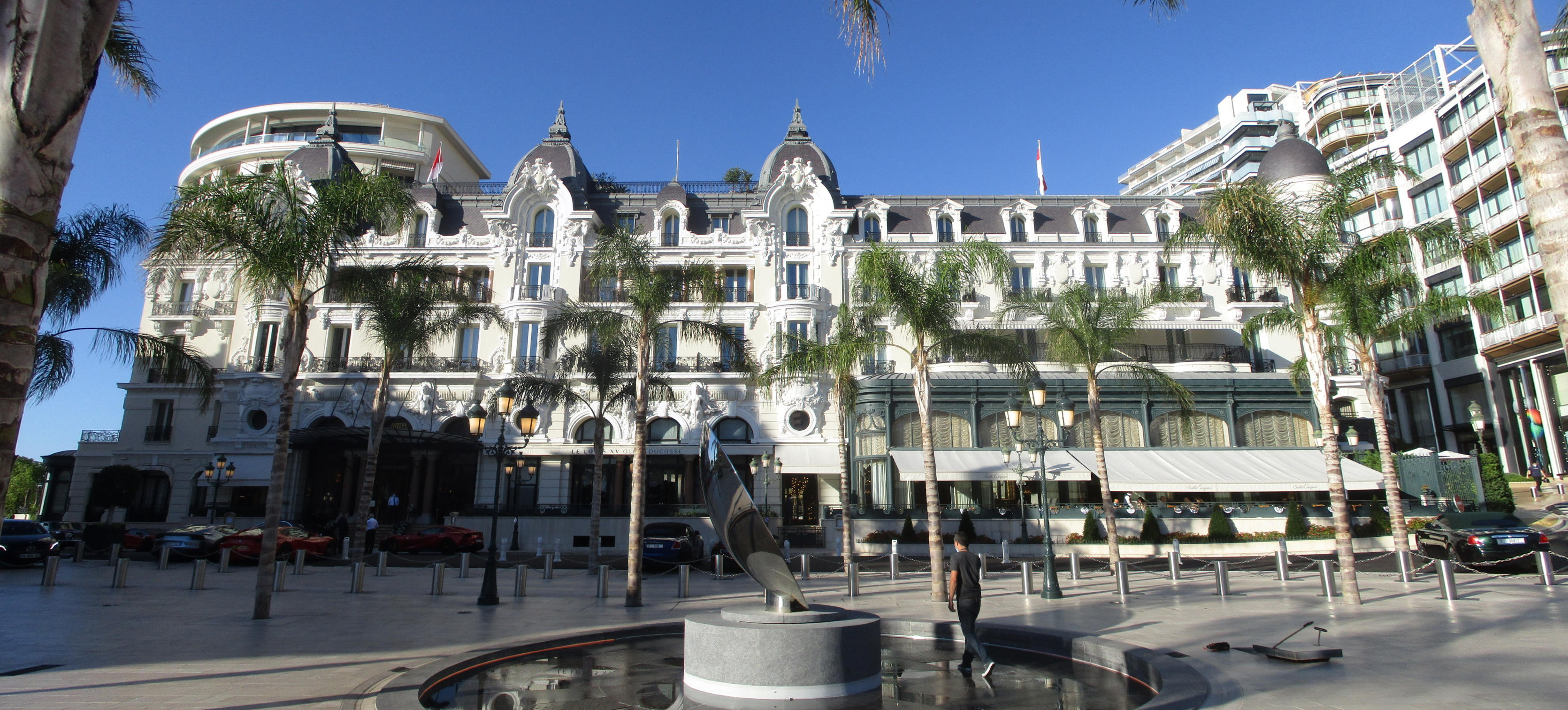
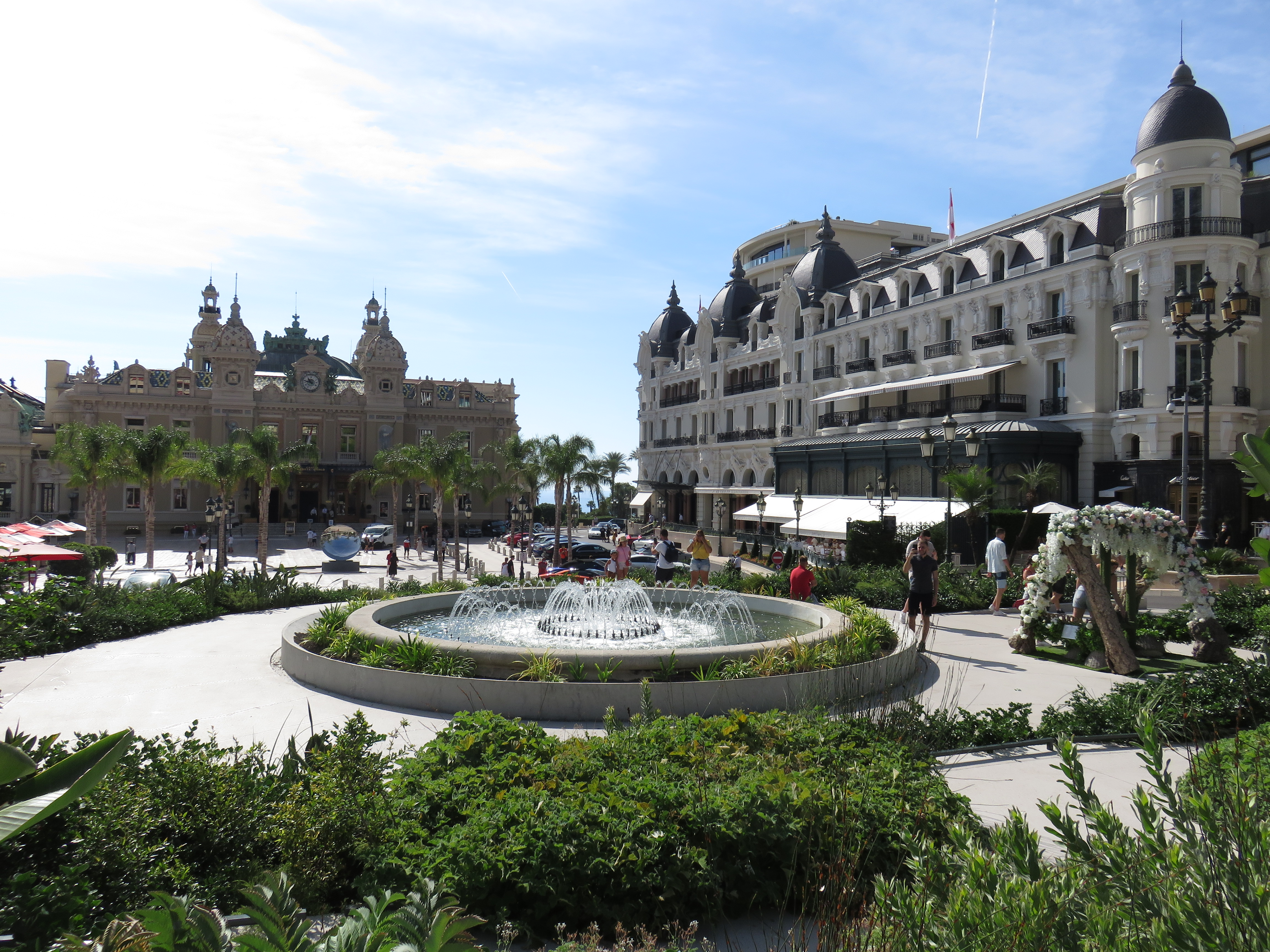
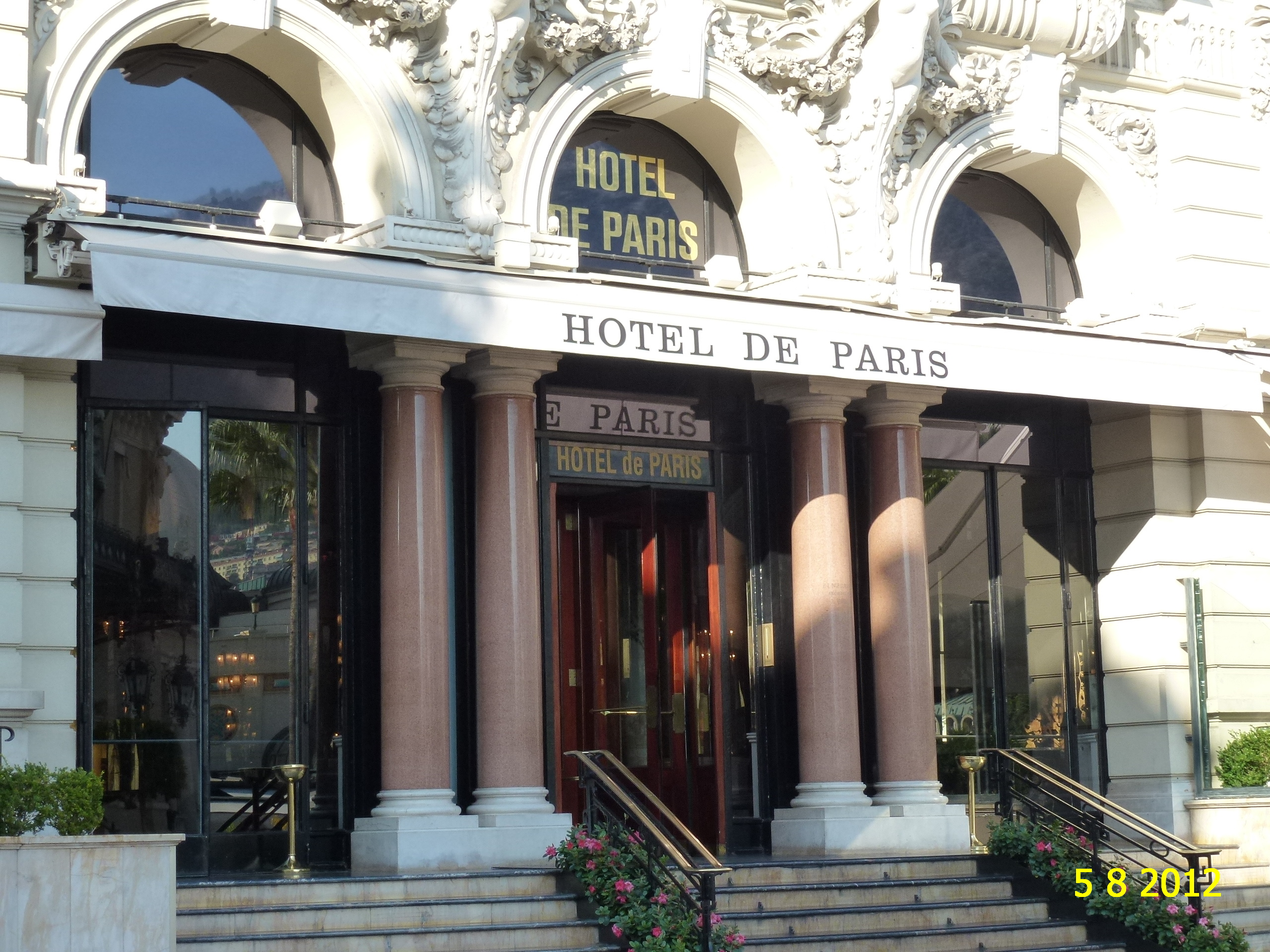
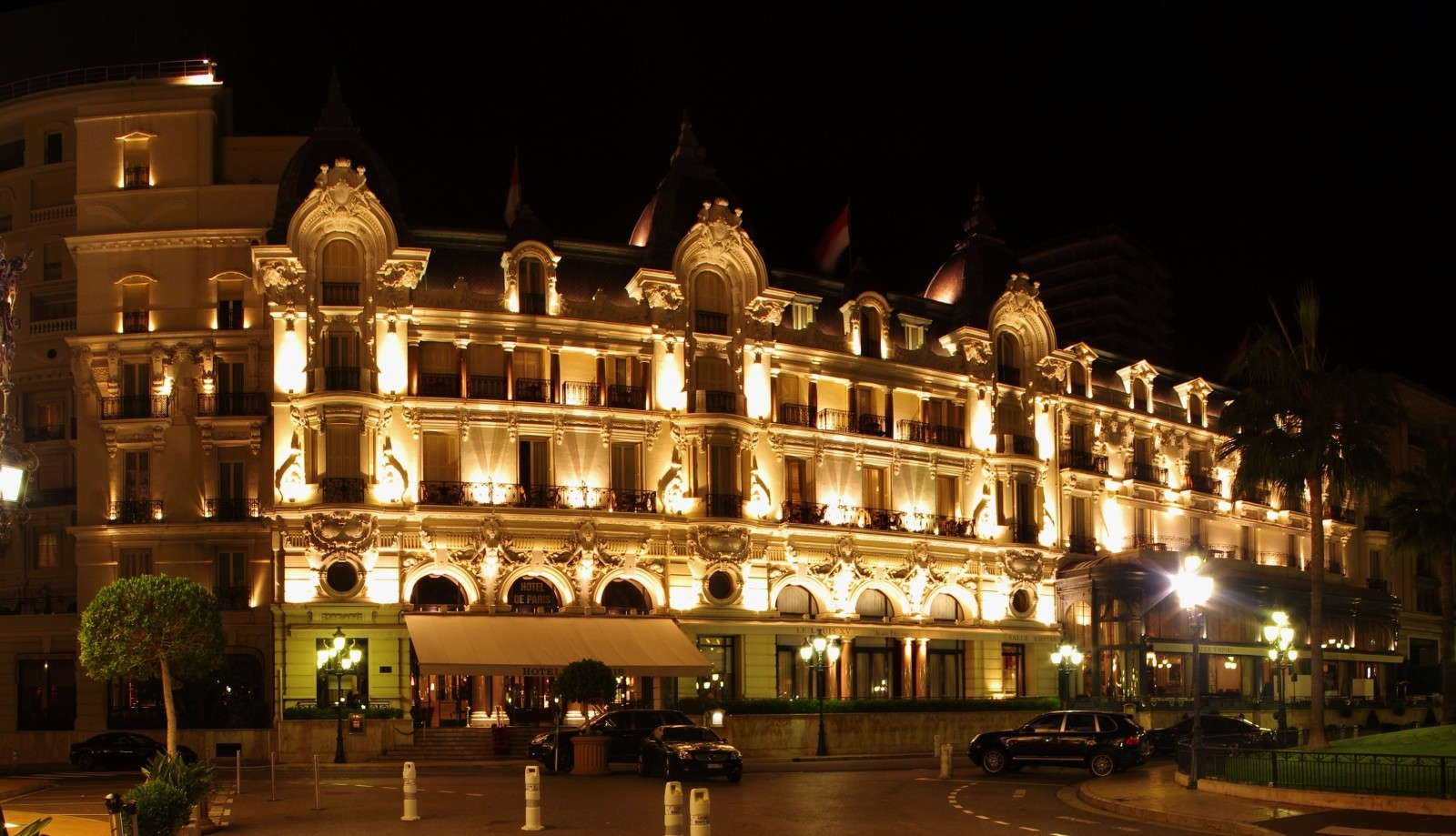
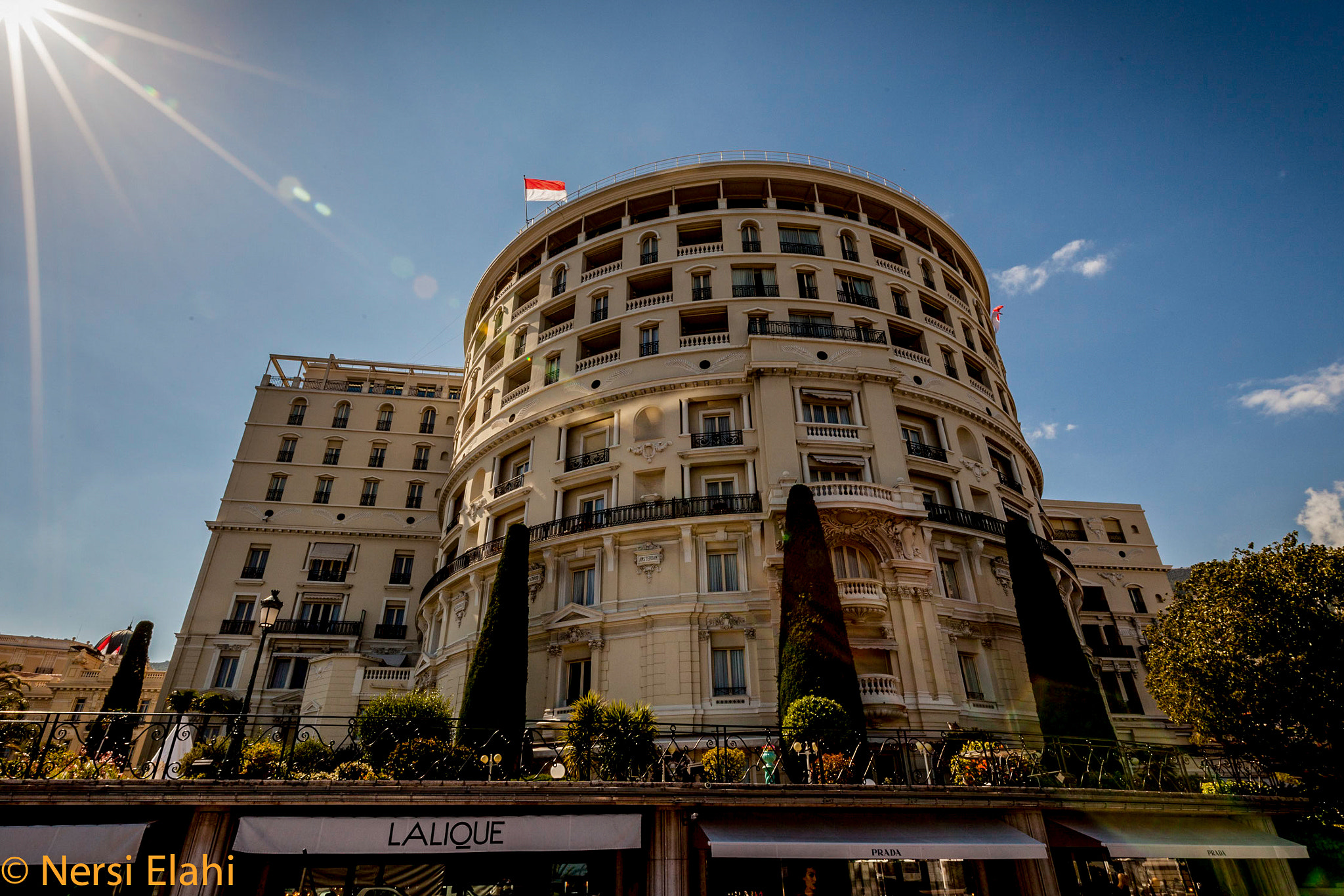
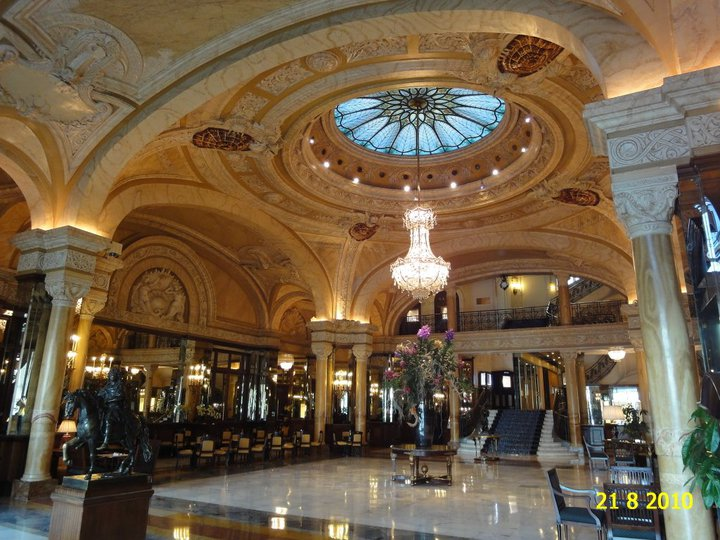
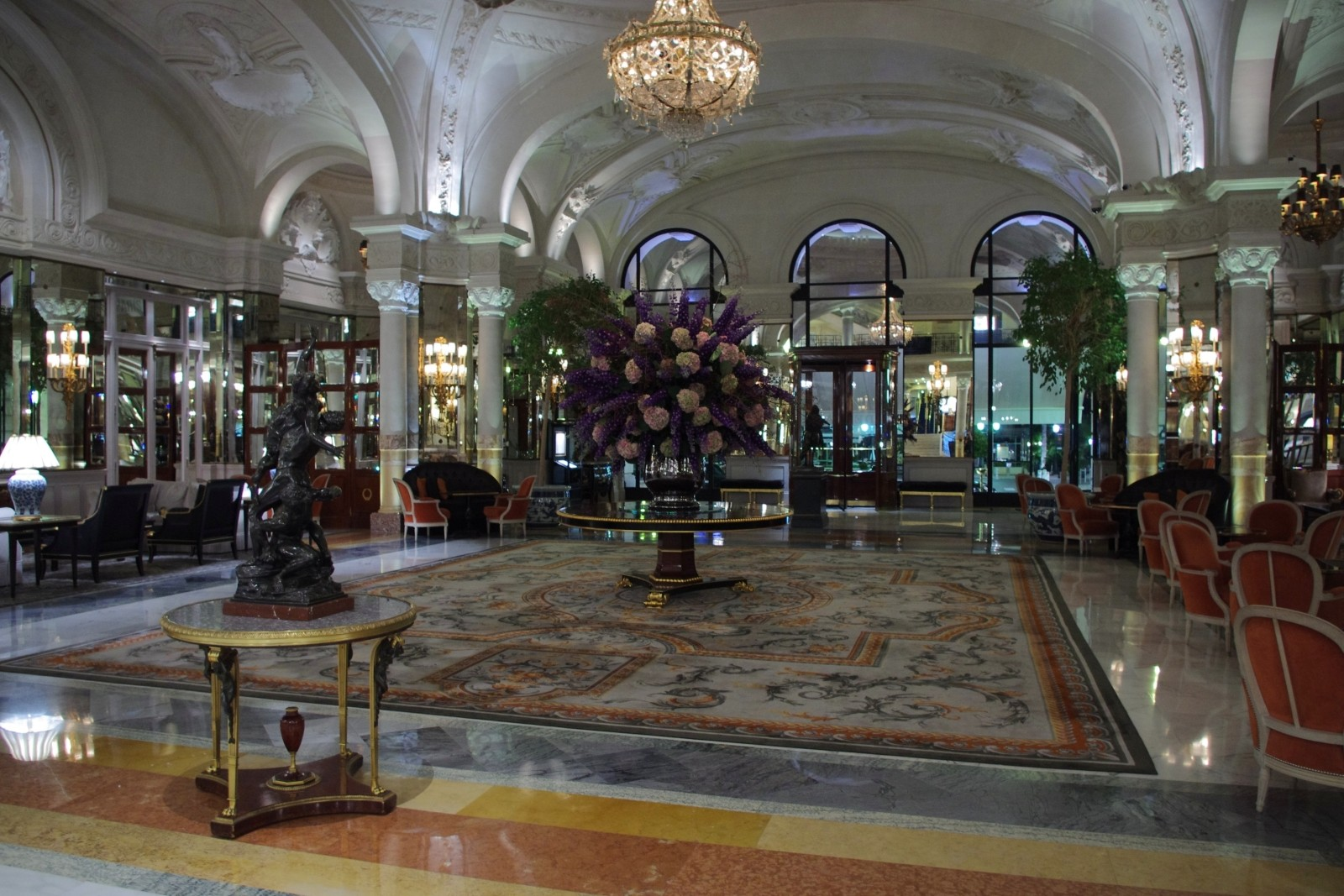